# 岡上梁

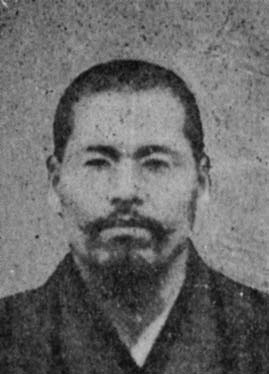
岡上梁

岡上 梁（おかのうえ りょう、1880年（明治13年）1月3日 - 1954年（昭和29年）12月14日）は、日本の教育者。

## 経歴
岡上市次・竹の次男として高知県長岡郡大篠村（現・南国市）に生まれる。高知県尋常中学校（現・高知県立高知追手前高等学校）、第五高等学校を経て、1903年（明治36年）に東京帝国大学文科大学哲学科を卒業。
私立有恒学舎教授、金沢第一中学校教諭、佐沼中学校校長、第七高等学校造士館教授、第五高等学校教授、東亜同文書院副院長、徳島中学校校長、新潟高等学校校長、広島高等学校校長を歴任した。1936年（昭和11年）、浦和高等学校校長に就任し、1939年（昭和14年）に第四高等学校校長に転じた。